# الفیرزیه
الفیرزیه (به عربی: الفیرزیة) یک روستا در سوریه است که در ناحیه مرکزی اعزاز واقع شده‌است. الفیرزیه ۸۸ نفر جمعیت دارد.